# Municipio de Sugar Grove (Illinois)
El municipio de Sugar Grove (en inglés: Sugar Grove Township) es un municipio ubicado en el condado de Kane en el estado estadounidense de Illinois. En el año 2010 tenía una población de 19618 habitantes y una densidad poblacional de 213,91 personas por km².

## Geografía
El municipio de Sugar Grove se encuentra ubicado en las coordenadas 41°46′7″N 88°25′54″O / 41.76861, -88.43167. Según la Oficina del Censo de los Estados Unidos, el municipio tiene una superficie total de 91.71 km², de la cual 91.24 km² corresponden a tierra firme y (0.51%) 0.47 km² es agua.

## Demografía
Según el censo de 2010, había 19618 personas residiendo en el municipio de Sugar Grove. La densidad de población era de 213,91 hab./km². De los 19618 habitantes, el municipio de Sugar Grove estaba compuesto por el 87.28% blancos, el 3.9% eran afroamericanos, el 0.15% eran amerindios, el 3.01% eran asiáticos, el 0.01% eran isleños del Pacífico, el 3.78% eran de otras razas y el 1.88% pertenecían a dos o más razas. Del total de la población el 12.05% eran hispanos o latinos de cualquier raza.